# Nippon TV
A Nippon TV ou mais chamada no Japão de NTV é uma emissora japonesa de rede aberta como o VHF 4, no Tóquio.

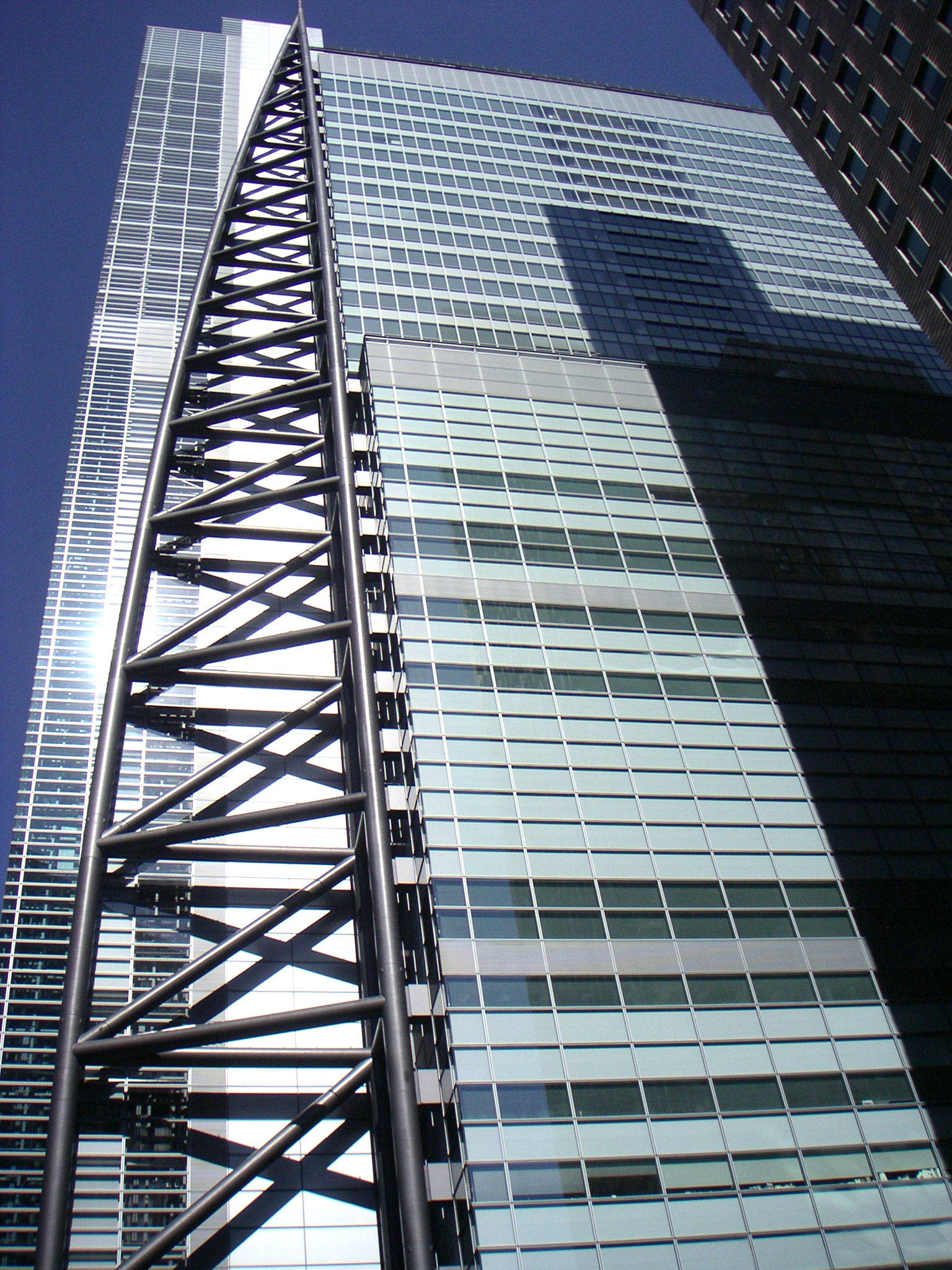
Sede da Nippon TV.

## História
A Nippon TV foi fundada no Japão no dia 28 de Agosto de 1953 por Seiichiro Usiie, na cidade de Tóquio.
- 4 de setembro de 1951 - Matsutaro Shoriki anunciou um plano para fundar a Nippon TV.
- 28 de outubro de 1952 - A Nippon Television Network Corporation foi fundada [1].
- 28 de agosto de 1953 - A Nippon TV começou a difundir a televisão, tal como o primeiro comercial de televisão transmitido no Japão [1].
- 10 de setembro de 1960 - A Nippon TV foi dado direito de radiodifusão televisiva cor [2]
- 1 de abril de 1966 - A Nippon News Network (NNN) foi formado.
- 9 de outubro de 1969 - Falece o fundador da NTV, Matsutaro Shoriki.
- 1972 - A Nippon Television Network System (NNS) foi formado.
- 1985 - A Nippon TV completou um estúdio em Nova York.
- 1987 - A Nippon Cable News (NCN), canal de notícias a cabo, foi lançado [2].
- 1993 - O personagem mascote da Nippon TV concebido por Hayao Miyazaki do Studio Ghibli, Inc., "Nandaro" apareceram para comemorar a Nippon TV's 40o Aniversário [2].

Julho de 2003 - O nome comum para o Japão foi mudado (日本テレビ, NTV →日テレ, Nippon TV), porém "NTV" ainda é usado no exterior como para a mesma fonte como "日テレ".
29 de fevereiro de 2004 - A Nippon TV mudou sua sede de Kojimachi para Shiodome.
Da rede de televisão NTV tem sido afetada por escândalos nos últimos anos, sobretudo depois de ter sido revelado que um produtor da NTV pagava os telespectadores para manipular ratings da TV. Na NTV o presidente Seiichiro Ujiie foi obrigado a demitir-se do seu posto na Associação Nacional dos radiodifusores comerciais do Japão, uma indústria à escala ética corpo, em outubro de 2003. Pouco tempo depois, se ter demitido como presidente. A NTV posteriormente veio debaixo de fogo por parte de uma encenação.
Acionistas [3]
- em 31 de março de 2008

1.Yomiuri Shimbun Holdings - 15,0%
2.Yomiuri Telecasting Corporation - 6,3%
3.Yomiuri Shimbun Tokyo Sede - 5,4%
4.Japan Trustee Services Bank Co., Ltd. (trust account) - 3.9%
5.Teikyo University - 3,5%
6.NTT DoCoMo, Inc. , Inc. - 3.0%
7.The Master Trust Bank of Japan, Ltd. , Ltd. - 2.9%
8.CBNY-ORBIS SICAV - 2.9%
9.CBNY-ORBIS Funds - 2.7%
10.Recruit Co., Ltd. - 2.5%

## TV analógica
1. Chamada: JOAX-TV
2. Tokyo Tower - Canal 4
3. Mito - Canal 42
4. Hitachi - Canal 54
5. Utsunomiya - Canal 53
6. Nikko - Canal 54
7. Maebashi - Canal 54
8. Kiryu - Canal 53
9. Numata - Canal 53
10. Hiratsuka - Canal 35

## TV Digital
1. Chamada: JOAX-TVD
2. ID do controle remoto 4
3. Tokyo Tower - Canal 25
4. Mito - Canal 14
5. 34 Utsunomiya - Canal 34
6. Maebashi - Canal 33
7. Hiratsuka - Canal 25

## Programas da Nippon TV

### Jornalismo
- News 0
- News Real Time
- NNN News 24

### Series
- Nobuta wo Produce (2005-)
- Gokusen (2002-2005)
- 14 year old Mother(2006-)

### Esportes
- Nippon Profissional Basebal
- Xerox Super Cup
- Copa Sudamericana
- Japan Profissional Wrestling
- Copa Libertadores da América

### Animação
A empresa tem ligações íntimas com o Studio Ghibli , liderado por Hayao Miyazaki , e detém os direitos exclusivos de imagens transmitidas seu movimento. Ele também produziu o popular anime da série Detective Conan , Death Note e Hajime no Ippo, bem como InuYasha (que foi produzido através da sua Osaka filial, Yomiuri TV ). A partir de agora, NTV está atualmente produzindo um remake de 1998 do anime Hunter x Hunter. NTV também tem sido transmitir o ano Lupin III especiais de TV desde 1989, que co-produzir com Tokyo Filme Shinsha. NTV anunciou em fevereiro de 2011, faria o anime studio Madhouse sua subsidiária depois de se tornar acionista principal em cerca de 85%, através de uma alocação de terceiros das ações para cerca de 1 bilhão de ienes (cerca de EUA $ 12 milhões)